# Marie Zápotocká
Marie Zápotocká, rozená Skleničková, (6. prosince 1890 Štěpánov – 7. června 1981 Dobříš) byla první dáma Československa a manželka pátého československého prezidenta Antonína Zápotockého.

## Život
Pocházela z chudých poměrů, její otec byl hutník a matka v domácnosti. Svého pozdějšího manžela poznala během demonstrace v Kladně. Po delší známosti zjistila, že je těhotná, a v 22. září 1910 se vzali. 
Měli dvě dcery, Marii (2. 2. 1911 – 22. 1. 1954), provdanou za diplomata Oldřicha Kaisera, a Jiřinu, provdanou Schleglovou (9. 8. 1912 – 30. 10. 2002).
Svého manžela ve všem podporovala a pravidelně jej navštěvovala, když byl ve vězení kvůli pokusu o státní převrat. Oba manželé se stali zakládajícími členy Komunistické strany Československa. Po návratu z vězení se Zápotocký stal generálním tajemníkem strany.
Po přestěhování do Prahy se i ona stala aktivní komunistkou. Po německé okupaci v roce 1939 se pokusili o emigraci do SSSR, ale neúspěšně, a oba manželé skončili v koncentračních táborech (Marie nejdříve v Terezíně a pak v Ravensbrücku), odkud se dostali až po osvobození Rudou armádou.
Po válce se opět angažovali v KSČ a Zápotocký se stal po únorovém převratu předsedou vlády. Ona sama zůstala ženou v domácnosti, ale i tak byla zapálenou komunistkou. Pomáhala při zatýkání Rudolfa Slánského, který byl večer, kdy byl zatčen, se svou ženou na návštěvě u Zápotockých.
Když se v roce 1953 dostali manželé na Hrad, oba byli naprosto rozdílní od svých předchůdců. Ona sama si nehrála na dámu jako Marta Gottwaldová a vystupovala přirozeně až familiárně. Svého manžela i na veřejnosti oslovovala „táto“.
Smrt prvorozené dcery v roce 1954 a pak i manžela v roce 1957 pro ni byla velkou ztrátou, z veřejného života se vytratila, ale KSČ jí zajistila penzi, vilu i řidiče.
Do povědomí veřejnosti se dostala už jen v roce 1968, když nečekaně podporovala Dubčekovy reformy a pak odmítla sovětskou okupaci. Díky postavení prezidentské vdovy však nebyla perzekvována a dožila v klidu mezi blízkými.[zdroj?]
V období normalizace se příležitostně účastnila odborářských a vzpomínkových akcí, zejména na Kladensku. Například v prosinci 1969 zaslala pozdravy účastníkům oslav 100. výročí založení odborů. Na slavnostním zasedání ústředního výboru nuceně sjednocených komunistických odborů v dubnu 1970 jí byl udělen čestný zlatý odznak za dlouholetou aktivní práci. V listopadu 1971 byla čestným hostem při odhalení pomníku jejího manžela v Kladně (autorem byl sochař Viktor Dobrovolný) a v říjnu 1973 čestným hostem na „setkání tří generací“, organizovaném Českým svazem žen.
Zemřela v červnu 1981 v Dobříši, po pohřbu žehem ve strašnickém krematoriu byla urna s jejím popelem uložena v přilehlém urnovém háji.

## Ocenění
- Řád práce za dlouholetou a obětavou veřejnou a politickou činnost (propůjčil prezident Ludvík Svoboda k 1. květnu 1968)[12]